# Rose Bertin
Marie-Jeanne Rose Bertin (2. července 1747 Abbeville – 22. září 1813 Épinay-sur-Seine) byla francouzská modistka a módní návrhářka, známá jako švadlena královny Marie Antoinetty. Byla první slavnou francouzskou módní návrhářkou a je jí připisována zásluha, že se móda a haute couture dostaly do popředí populární kultury.

## Životopis
Byla dcerou Nicolase Bertina († 1754) a Marie-Marguerite Méquignon. Dětství strávila v St Gilles v Pikardii. Pocházela z nemajetné rodiny. Její matka pracovala jako ošetřovatelka nemocných, což bylo v té době povolání s velmi nízkým platem a postavením. Finanční situace se ještě zhoršila po smrti jejího otce. Ona i její bratr Jean-Laurent získali skromné vzdělání, ale měli vysoké ambice.

### Počátky kariéry
V šestnácti letech se Rose přestěhovala do Paříže, kde se vyučila u úspěšné modistky Mademoiselle Pagelle, která měla zákazníky z řad aristokracie. Její první úspěch lze přičíst dobrým vztahům s princeznou de Conti, vévodkyní de Chartres a princeznou de Lamballe, která jí jednoho dne zprostředkovala setkání s Marií Antoinettou. Po získání velké zakázky pro Pagelle se stala její obchodní partnerkou.
V roce 1770 si Bertin s podporou vévodkyně de Chartres otevřela vlastní obchod s šaty Le Grand Mogol na Rue Saint-Honoré (v roce 1789 se přestěhoval na Rue de Richelieu 26). Rychle si našla zákazníky mezi vlivnými šlechtičnami ve Versailles, z nichž mnohé za ní přešly od Mademoiselle Pagelle, včetně mnoha dvorních dam nové dauphiné Marie Antoinetty.

### Švadlena Marie Antoinetty
Než Marie Antoinetta přijela z Rakouska do Francie, naučila se nuance galantní hovorové francouzštiny a francouzské módy. S Rose Bertin se seznámila v roce 1772. Dvakrát týdně, krátce po korunovaci Ludvíka XVI., Rose představovala královně své nejnovější výtvory a hodiny o nich diskutovaly. Královna zbožňovala svůj šatník a vášnivě se zajímala o každý detail. Bertin se jako její modistka stala její důvěrnicí a přítelkyní. Postavení královniny návrhářky jí také zajistilo pozici přední módní návrhářky francouzské aristokracie a vzhledem k tomu, že francouzská móda měla v Evropě vedoucí postavení, i ústřední postavení na poli evropské módy.
Rose Bertin, nazývaná svými odpůrci „ministryní módy”, stála za téměř každými novými šaty, které si královna objednala. Šaty a účesy se staly osobními výrazovými prostředky Marie Antoinetty. Bertin královnu oblékala od roku 1770 až do jejího sesazení v roce 1792. Bertin se stala mocnou osobností u dvora a byla svědkem, a někdy i vykonavatelkou, zásadních změn ve francouzské společnosti. Její velké, honosné šaty zajišťovaly, že jejich nositelka zabírala nejméně třikrát více místa než její mužský protějšek, čímž žena působila impozantněji. Její výtvory také vynesly Francii do popředí jako centrum módního průmyslu a od té doby se šaty vyrobené v Paříži posílaly do Londýna, Benátek, Vídně, Petrohradu a Konstantinopole. Tato nenapodobitelná pařížská elegance založila celosvětovou pověst francouzské módy.
V polovině 18. století si Francouzky začaly „pufovat” (zvedat) vlasy pomocí vycpávek a pomády, a nosily nadměrně velké luxusní šaty. Bertin využívala a přeháněla tehdejší módní trendy a pro Marii Antoinettu vytvořila pufy vysoké až tři stopy. Móda poufů dosáhla takových extrémů, že se stala dobovou značkou, stejně jako zdobení vlasů ornamenty a předměty, které demonstrovaly aktuální dění. Ve spolupráci s Léonardem Autié, královniným kadeřníkem, Bertin vytvořila účes, který se stal módou v celé Evropě: vlasy se doplňovaly, stylizovaly, stříhaly do určujících výjevů a modelovaly do tvarů a předmětů – od nedávných drbů přes narozeniny, až po manželovy nevěry, francouzská válečná plavidla jako Belle Poule a pouf aux insurgents na počest americké revoluční války. Nejslavnější královninou kreací byl „očkovací” pouf à l'inoculation, který nosila, aby propagovala svůj úspěch při přesvědčování krále, aby se nechal očkovat proti neštovicím.
Oblečení ve Francii dlouho sloužilo jako jeden z nejviditelnějších znaků privilegované společnosti a aristokratického postavení. Antoinetta byla známá tím, že nosila mnoho nových převratných módních trendů. Bertin přišla s myšlenkou róby volnějšího střihu (chemise à la Reine nebo robe „en Gaulle”), která byla původně vytvořena pro Marii Antoinettu a stala se její oblíbenou siluetou. Šaty vyvolaly malou módní revoluci a od roku 1781 byly velmi populární. Jednalo se o šaty určené k nošení v soukromých prostorách a byly vyrobeny z bílé bavlny, gázy nebo hedvábí. Byly rovné, s velmi nízkým střihem a kolem pasu se zapínaly páskem, který lehce zdůrazňoval ženskou postavu. Antoinetta a Bertin zpopularizovaly sportovní módu inspirovanou anglickou jezdeckou módou. Všechny šaty byly vyrobeny z drahých látek, například z hedvábí, sametu a velmi zřídka bavlny.
Marie Antoinetta také požádala Bertin, aby podle nejnovější módy oblékla panenky jako dárky pro její sestry a její matku, rakouskou císařovnu Marii Terezii. Módní panenky se nazývaly „Pandores” a vyráběly se z vosku na kloubových dřevěných manekýnách nebo z porcelánu. Existovaly malé velikosti běžné panenky na hraní – petites Pandores, nebo velké, které byly poloviční výšky skutečného člověka – grandes Pandores. Panenky zůstaly oblíbenými módními kurýry, až do vzniku módních časopisů.
Během věznění Marie Antoinetty, dostávala Rose Bertin od své bývalé oblíbené zákaznice objednávky i nadále, ovšem na mnohem menší, téměř zanedbatelné stuhy a jednoduché úpravy. Po popravě Ludvíka XVI. měla pro bývalou královnu zajistit smuteční oděv, přičemž si vzpomněla na sen, který se před lety Marii Antoinettě zdál, jak jí její oblíbená modistka předává stuhy, které se všechny proměnily v černé.

### Velká francouzská revoluce
Francouzská revoluce její obchodní aktivity bezprostředně neomezila, přestože řada jejích klientů emigrovala do zahraničí, a nadále se těšila přízni královny, i když výdělky byly výrazně nižší. Podle Léonarda Autié, on, Rose Bertin a Henriette Campan společně přispěli k tajným jednáním mezi královnou a Honoré Gabrielem Riquetim, hrabětem de Mirabeau, tím, že ji informovali o politických pomluvách a veřejném mínění a o obavách, že se Mirabeau spojí s vévodou orleánským. Jejich informace údajně přesvědčily královnu, aby se setkala s Augustem Marií Raymondem d'Arenberg v pokojích své komorné Marie-Élisabeth Thibault a požádala ho o schůzku s Mirabeauem v domě Florimonda Clauda, hraběte de Mercy-Argenteau, což vedlo ke kontaktu mezi královnou a Mirabeauem.
Během revoluce podnikla Bertin několik cest do zahraničí, které vzbudily pozornost. V letech 1791–1792 podnikla cestu do Anglie a Německa, což vedlo k podezření, že působí jako agentka Marie Antoinetty. Podle těchto spekulací tajně navštívila císaře Františka I. s cílem předat mu vzkaz od Marie Antoinetty, neboť její korespondence byla pečlivě kontrolována a ústní předání zprávy prostřednictvím věrného posla bylo považováno za nejbezpečnější způsob doručení citlivé zprávy přes hranice. Tato skutečnost není potvrzena, ale není nepravděpodobná, neboť je potvrzeno, že královna během útěku do Varennes využívala jako posla svého kadeřníka Léonarda Autié, a je zaznamenáno, že Henriette Campan tvrdila, že královně se v tomto období podařilo získat tajné zprávy pro svého synovce císaře. Oficiálně se jednalo o služební cesty a je potvrzeno, že Bertin byla v Německu v červenci 1791, kdy je zaznamenána její přítomnost na francouzském emigrantském dvoře na zámku Schoenbornhut v Koblenzi, kde prý přispěla k extravagantní módě žen u dvora.
Během zářijových masakrů Bertin ve Francii nebyla, což vedlo k jejímu zařazení na seznam emigrantů. Podařilo se jí dosáhnout vyškrtnutí ze seznamu a v prosinci 1792 se vrátila do Francie, aby se věnovala svým záležitostem. Během tohoto pobytu podle lidové legendy zničila své účetní knihy, aby královnu ušetřila toho, že její účty budou použity proti ní během soudního procesu. To se však nezdá být pravdou: všechny účty královny před srpnem 1792 již byly v držení vlády prostřednictvím Henryho, likvidátora civilního majetku, a v té době ještě nebyl proti Marii Antoinettě plánován soudní proces. Bylo by tedy zbytečné, aby Bertin z tohoto důvodu ničila své účetní knihy. Účty Marie Antoinetty ve skutečnosti zdědili její dědicové, kteří požadovali jejich proplacení až do roku 1830.
V únoru 1793 odjela Rose Bertin z Francie do Londýna. Nějakou dobu mohla sloužit svým starým zákazníkům mezi emigranty a její módní panenky nadále kolovaly po evropských metropolích, až do Petrohradu. V těchto letech získávala hlavní příjem z toho, že požadovala zaplacení účtů, které jí dlužili její staří zahraniční klienti, například švédská královna Žofie Magdalena Dánská. Její obchod v Paříži i přes její nepřítomnost stále fungoval prostřednictvím zástupců, které jmenovala, a peněz, které posílala z Londýna. Stále také dodávala objednávky Marii Antoinettě.

### Pozdější kariéra
V lednu 1795 se Rose Bertin podařilo dosáhnout vyškrtnutí svého jména ze seznamu emigrantů, prostřednictvím svého advokáta, který tvrdil, že byla legálně nepřítomná, protože od července 1792 opustila zemi za obchodními účely na legální pas (s výjimkou pobytu ve Francii od prosince 1792 do února 1793), a mohla se tedy vrátit a pokračovat ve svém podnikání. Údajně během této cesty působila jako tajný posel emigrantů a je známo, že jim poskytovala finanční prostředky, což však mohl být pouze projev její známé štědrosti.
Její podnikání se nikdy plně neobnovilo, ale pokračovalo v menším měřítku. Částečně to bylo způsobeno inflací a částečně tím, že se po skončení Francouzské revoluce změnila móda. Mezi její zákazníky patřila Joséphine de Beauharnais a měla i zahraniční klienty, jako byla Marie Tereza Neapolsko-Sicilská (1799) a Marie Luisa Parmská (1808). Nakonec ji na pozici předního módního návrháře nahradil Louis Hippolyte Leroy.
Rose Bertin na počátku 19. století převedla své podnikání na synovce a odešla na odpočinek na své panství v Épinay. Zemřela v roce 1813 v Épinay-sur-Seine.

## Citát
Rose Bertin prý v roce 1785, při předávání upravených šatů Marii Antoinettě poznamenala: „Il n'y a de nouveau que ce qui est oublié” („Není nic nového kromě toho, co bylo zapomenuto”).